# Henryk Stanisław Kaszowski
Henryk Stanisław Kaszowski herbu Janina (zm. w 1680 roku) – kasztelan wendeński w latach 1647-1680, miecznik wołyński w 1647 roku.
Był synem Jana starosty sokalskiego i jego drugiej żony Zofii Firlej. 1648 roku był elektorem Jana II Kazimierza Wazy z województwa inflanckiego.
Brał udział w wojnie z Tatarami, gdzie dostał się do niewoli, z której został wykupiony. Był zapewne ostatnim z rodziny kalwinistą i jednym z ostatnich senatorów różnowierczych. 